# Frank Anastasio
Pour les articles homonymes, voir Anastasio.
Frank Anastasio est un guitariste, contrebassiste et bassiste français né le 9 décembre 1964 à Montreuil (Seine-Saint-Denis). Il est le fils du luthier Pierre Anastasio.

## Biographie
Il apprend à jouer de la guitare avec son père et les guitaristes manouches de Montreuil. En 1980, il rencontre le guitariste Laurent Bajata qui lui présentera Serge Camps qui vient de créer le cabaret La Roue Fleurie et cherche un contrebassiste. Frank étudie la contrebasse et en jouera à La Roue Fleurie de 1984 à 1989 avec Laurent Bajata, Serge Camps, Pierre Camps, Raphaël Faÿs et Angelo Debarre. En 1989 Il enregistre l'album Gypsy Guitars avec Angelo Debarre et Serge Camps (Hot Club Records).  
De 1989 à 1995, il accompagne le chanteur Ivan Rebroff en concert et joue également dans les cabarets parisiens principalement avec Boulou & Elios Ferré, Florin Niculescu, Marc de Loutchek et le groupe Arbat. Il enregistre deux albums avec Arbat, Chantez Tziganes (Hot club Records) et Ilô (Buda Musique). 
Depuis 1995, il est le contrebassiste puis le bassiste et enfin depuis 2007 le guitariste du groupe Les Yeux Noirs avec lequel il se produit sur les scènes françaises et internationales et enregistre six albums : Izvoara (EMI), Balamouk (EMI), Live (EMI), Tchorba (Recall-Sony Music), Opre Cena, Tiganeasca (Zig-Zag) et un titre "Oi tzigane" sur l'album "Je rêve que je dors" de Philippe Léotard (Sony Music), il participe par ailleurs à de nombreux projets musicaux autour des musiques tziganes, musiques des Balkans ou musiques yiddishes. 
Il enregistre trois contes musicaux la Moufle et le Tapis d'Esma (Actes Sud), musiques d'Éric Slabiak et Orphée Dilo de Muriel Bloch et Éric Slabiak (Naïve Records) dont le spectacle « Cabaret Balkan-Orphée Dilo » a été inspiré.
Il joue de la contrebasse au sein du groupe Opus 4 depuis 2012